# وندروورت (آرکانزاس)
وندروورت، آرکانزاس (به انگلیسی: Vandervoort, Arkansas) یک سکونتگاه مسکونی در ایالات متحده آمریکا است که در شهرستان پولک، آرکانزاس واقع شده‌است.

## خصوصیات
وندروورت ۰٫۷ کیلومترمربع مساحت و ۱۲۰ نفر جمعیت دارد و ۳۲۹ متر بالاتر از سطح دریا واقع شده‌است.